# Euphaedra hybrida
Euphaedra hybrida är en fjärilsart som beskrevs av Jacques Hecq 1978. Euphaedra hybrida ingår i släktet Euphaedra och familjen praktfjärilar. Inga underarter finns listade i Catalogue of Life.